# 광주동산초등학교
광주동산초등학교는 대한민국 광주광역시 동구 지산동에 있는 초등학교다. 이 학교는 1987년 6월 항쟁 당시 민주화 운동에 참가했다가 최루탄에 맞아 사망한 고 이한열 열사의 모교이다.

## 연혁
- 1967.03.02 광주동산국민학교 개교
- 1995.03.19 병설유치원 개원
- 1996.03.01 광주동산초등학교 개칭
- 2011.03.01 빛고을 혁신학교 지정 운영
- 2014.02.14 제45회 졸업(총 졸업생 20,296명)
- 2014.03.01 제19대 윤숙자 교장 부임
- 2014.03.01 23학급 편제 운영
- 2015.02.13 제46회 졸업(총 졸업생 20,379명)
- 2015.03.01 22학급 편제 운영  2018.01.21 제10회 동산 한마음 축제 운영

## 참고 자료
- 광주동산초등학교 - 한국교육학술정보원 학교알리미